# دبليو. دبليو. بيرنس جونيور
دبليو. دبليو. بيرنس جونيور (بالإنجليزية: W. W. Behrens) هو رجل غواصة وضابط أمريكي، ولد في 14 سبتمبر 1922 في نيوبورت في الولايات المتحدة، وتوفي في 21 يناير 1986.